# ExoMars

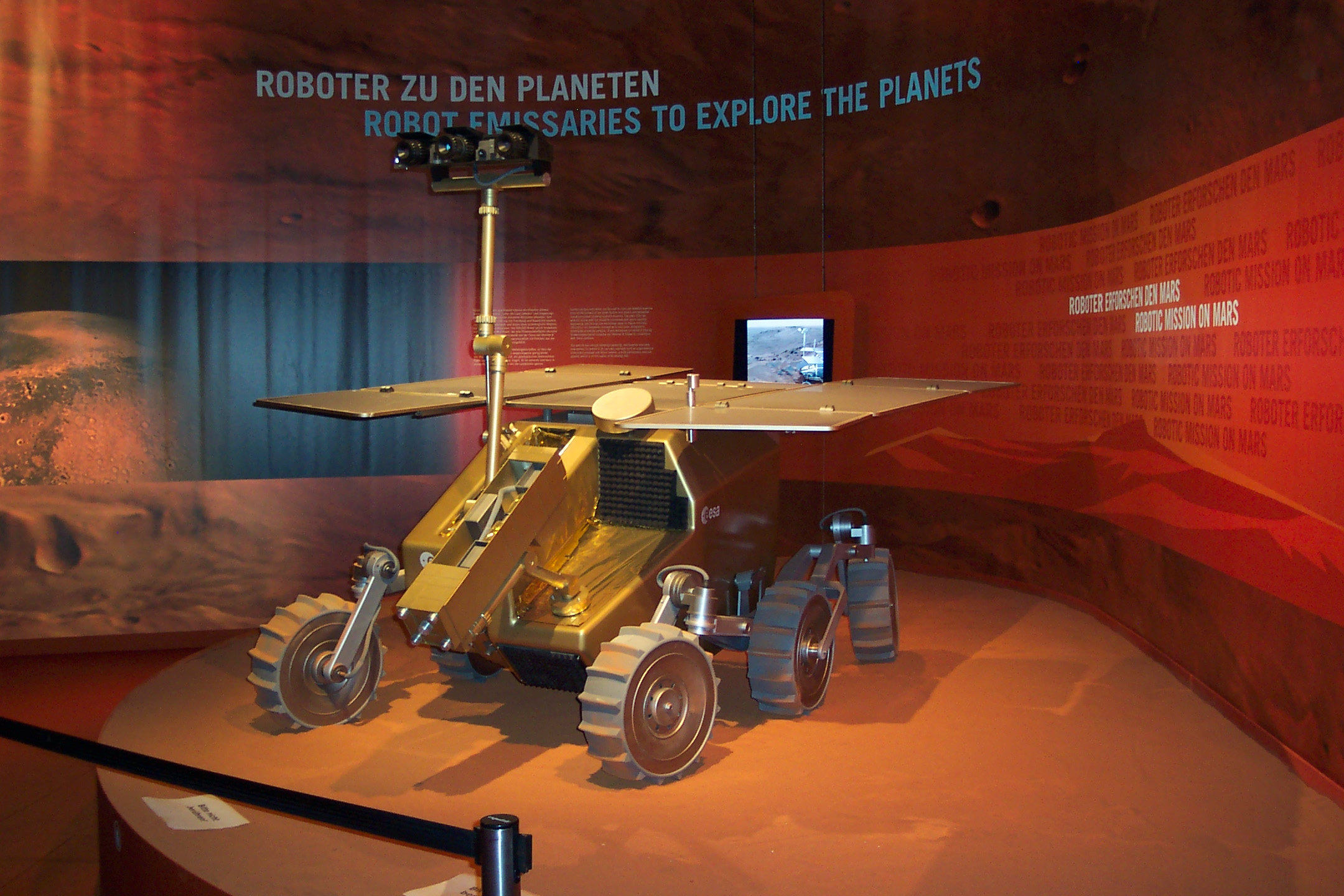
ExoMars verkenningswagen, model in ILA 2006 (Berlijn)

ExoMars is een missie in het Aurora-verkenningsprogramma van ESA. Zij beoogt het verder karakteriseren van de biologische omgeving op Mars, in voorbereiding van een gerobotiseerde missie en uiteindelijk een menselijk verkenning. De missie zal informatie opleveren voor verdere studies in exobiologie (ruimtebiologie), de zoektocht naar leven op andere planeten.
Het ExoMarsprogramma bestaat uit twee missies. De eerste bestaat uit een orbiter en de landingsmodule genaamd Schiaparelli. De tweede missie, oorspronkelijk gepland voor 2018 maar door technische tegenslag en oorlog uitgesteld naar 2028, zal een rover op de planeet plaatsen. ExoMars 1 werd op 14 maart 2016 om 9:31 GMT op een Proton-M met een Briz-M als extra vierde trap gelanceerd vanaf de Kosmodroom Bajkonoer en kwam in oktober 2016 bij Mars aan. Landingsmodule Schiaparelli zou landen op 19 oktober 2016 maar vlak voor de eigenlijke landing werd alle contact verloren. Tot en met het loskoppelen van de parachute heeft men de lander kunnen volgen. Dus over de juiste werking van de remraketten tast men in het duister.
Een eerdere gelijkaardige Britse missie (ook onder de ESA-vlag), de Mars Express met de Beagle 2, draaide uit op een teleurstelling toen het contact met de Beagle werd verloren. De NASA heeft met de Mars Exploration Rovers sinds 2004 wel een succesvolle marsmissie.

## Orbiter
De missie van 2016 omvat de satelliet (Trace Gas Orbiter genaamd of TGO). Na aankomst bij Mars heeft de orbiter zichzelf in een baan rond Mars geplaatst en werkt als een communicatiesatelliet, eerst voor de landingsmodule, maar ook voor toekomstige missies zoals die van 2022.

## Landingsmodule (Schiaparelli EDM lander)
De landingsmodule, die had moeten landen op 19 oktober 2016, is de Entry, Descent and landing demonstrator Module (EDM) ofwel Schiaparelli. Deze had moeten zoeken naar sporen van leven op de planeet. Drie dagen voor aankomst bij Mars werd de landermodule afgestoten. Enkele uren voor het binnendringen in de dampkring van Mars werd hij geactiveerd. Op een hoogte van ongeveer 120 km is hij met 21000 km/h de marsatmosfeer binnengedrongen. Eerst werd die snelheid gereduceerd met luchtremmen. Een hitteschild beschermde de module tegen de enorme wrijvingshitte. Op een hoogte van 11 km en bij een snelheid van 1650 km/h werd normaal gezien een parachute geopend en na een stabilisatieperiode van 40 seconden zou het hitteschild worden afgeworpen. De parachute zou dan de snelheid reduceren tot 250 km/h en dan ook worden losgekoppeld. Ten slotte had men met drie hydrazine-reactiemotoren een gecontroleerde landing moeten maken, maar men verloor alle contact met de lander bij het openen van de parachute. De reactiemotoren hadden, door middel van een hoogtemeter, de lander op twee meter hoogte moeten brengen. Dan zouden de motoren worden gestopt en de laatste stap gebeurde normaal in vrije val. De impact zou dan worden opgevangen door een kreukelzone, gelijkaardig aan die van een auto, die schade aan de module voorkomt. Van binnenkomst in de atmosfeer tot de eigenlijke landing duurde in principe minder dan zes minuten. 
De lander doorliep de eerste fasen van de landing zoals gepland, maar op het moment dat de parachute had moeten uitklappen werd alle contact tussen de lander de Aarde verbroken. Op 21 oktober maakte ESA bekend dat het valscherm hoogstwaarschijnlijk niet goed functioneerde, waardoor de lander met een snelheid van 300 kilometer per uur op het oppervlak van Mars is neergestort en geëxplodeerd.

## Rosalind Franklin (rover)
In de loop van jaren 2020 zal een Rover genaamd Rosalind Franklin naar een gewenste locatie gebracht worden, gebruikmakend van een opblaasbaar remsysteem of parachutes. Beide systemen moeten voldoende robuust en precies zijn om de landing geslaagd te laten verlopen. Door gebruik te maken van zonnepanelen zal de verkenningswagen enkele kilometers kunnen rijden over het onherbergzame oppervlak van Mars. Het voertuig zal autonoom kunnen werken door interne intelligentie en optische sensoren. Er zal ook een boor, robotarmen en een set wetenschappelijke instrumenten op gemonteerd zijn om te zoeken naar tekenen van vroeger of huidig leven. In 2019 werkte ESA aan problemen met het ontwerp van de landingsparachute die bij meerdere tests faalde. De lancering per Proton M was toen al uitgesteld van mei 2018 naar 26 juli 2020. Op 12 maart 2020 werd bekend dat de nieuwe parachutes uitgebreid moeten worden getest waardoor de lancering naar een volgend lanceervenster moest worden doorgeschoven dat eind 2022 opent.

### Probleem draagraket op tijd ontdekt
Op 11 maart 2020 ontdekte staatsruimteonderzoeks- en productiecentrum Chroenitsjev, het bedrijf dat de Proton-M-raket bouwt, dat bij de bouw van twee Proton-M’s inferieure bouten waren gebruikt. Een van die raketten was de raket die voor ExoMars-2 was gereserveerd. De bouten kunnen in Kazachstan worden vervangen en de raketten hoeven niet terug naar de fabriek.

### Verder uitstel
Door de Russische invasie van Oekraïne in 2022 en sancties tegen Rusland als gevolg daarvan is de geplande lancering met een Russische raket van de baan. Het is nog onduidelijk welke draagraket zal worden gebruikt voor de lancering van Exomars 2. Een lancering in 2022 werd onmogelijk en een aangepaste Exomars 2-missie zal waarschijnlijk pas in 2028 worden gelanceerd.

### Airbus levert de lander
In het originele plan zou Rusland naast een draagraket ook de lander leveren. In maart 2025 kreeg Airbus Defence and Space een contract toegekend voor de bouw van de lander. NASA zal voor de lander de remraketten leveren die tijdens de landing gebruikt worden, radioisotoop verwarming elementen (radioisotope heater unit of RHU) en zorgen voor de selectie van de raket voor de lancering omdat de lander vanwege de RHU’s vanaf Amerikaanse bodem moet gelanceerd worden. 

## Instrumenten van de orbiter TGO
De TGO bevat vier instrumenten:
- NOMAD – Nadir and Occultation for MArs Discovery: bevat twee infrarode en één ultraviolette spectrometer voor gedetailleerde meting van de samenstelling van de hogere atmosfeer (Belgisch Instituut voor Ruimte-aeronomie).
- ACS– Atmospheric Chemistry Suite: infraroodinstrumenten voor analyse van de chemie en de structuur van de martiaanse atmosfeer (Instituut voor Ruimteonderzoek (IKI), Moskou, Rusland).
- CaSSIS – Colour and Stereo Surface Imaging System: hogeresolutiecamera: 5 meter per pixel (Universiteit van Bern, Zwitserland).
- FREND – Fine Resolution Epithermal Neutron Detector: neutronendetector die waterstof tot op één meter diepte kan waarnemen ten einde waterijs op te sporen (Instituut voor Ruimteonderzoek (IKI), Moskou, Rusland).

## Instrumenten van Schiaparelli
Schiaparelli bevat een kleine batterij wetenschappelijke instrumenten genaamd DREAMS, een letterwoord voor Dust Characterisation, Risk Assessment and Environment Analyser on the Martian Surface. In het Nederlands kan men dit omschrijven als analyse van stof, inschatten van risico's en omgevingsanalyse van het martiaans oppervlak. DREAMS bestaat uit verschillende instrumenten:
- MetWind: meten van de windrichting en -snelheid.
- DREAMS-H: meten van de luchtvochtigheid.
- DREAMS-P: meten van de luchtdruk dicht bij het oppervlak.
- MarsTem: meten van de temperatuur dicht bij het oppervlak.
- SIS (Solar Irradiance): meten van de transparantie van de atmosfeer.
- ARES (Atmospheric Radiation and Electricity Sensor): meten van de straling en elektrische lading.

Deze metingen zullen gebeuren gedurende twee tot acht sols. Een sol is de lengte van een dag op mars. Verder is er nog het instrument AMELIA dat gegevens verzamelt tijdens de afdaling en het instrument COMARS+ meet de warmteoverdracht tijdens de binnenkomst in de atmosfeer. Op de bovenzijde bevat de module retroreflectoren die toelaten door middel van een laser de module te lokaliseren vanuit de orbiter. Ten slotte bevindt zich aan de bovenzijde ook nog een UHF-antenne voor verbinding met de orbiter.

## Planetaire bescherming
Bij bezoeken aan andere planeten moet opgelet worden of dat veilig gebeurt om een  biologische infectie van de planeet te voorkomen. De Vereniging voor Ruimteonderzoek (Committee on Space Research of COSPAR) heeft een planetaire beschermingspolitiek geformuleerd overeenkomstig het ruimteverdrag van de Verenigde Naties. ESA heeft dit verdrag in naam van zijn leden ondertekend om te verzekeren dat al zijn missies aan de biologische veiligheidseisen voldoen. In de praktijk betekent dit dat er voor sommige missies limieten gesteld zijn aan de microbiologische besmetting van sondes en de risico's van landingen op vreemde planeten en manen.
ExoMars is per definitie op zoek naar leven op Mars en moet dus zeker aan deze verplichtingen voldoen. Hiertoe moet een van twee voorwaarden vervuld worden: ofwel moet het risico van neerstorten op de planeet uitermate klein zijn, ofwel moet in geval van neerstorten het risico op biologische bemetting beneden bepaalde grenzen zijn.
Voor TGA heeft ESA gekozen voor het neerstortscenario. Het agentschap heeft aangetoond dat de kans op een botsing kleiner is dan 1 op 100 voor de eerste 20 jaren en 1 kans op 20 voor de periode van 20 tot 50 jaar na de lancering. Voor de lander en de rover zijn de limieten nog strenger. Zij komen immers rechtstreeks in contact met het planeetoppervlak. Hiertoe bouwde ESA een nieuwe steriele ruimte (cleanroom) bij Thales Alenia Space in Italië. Na assemblage van de module moest hij overgebracht worden naar Cannes in Frankrijk voor testen. Deze testen gebeurden in een steriele tent. Later moest de module naar Bajkonoer gebracht worden voor de lancering en de tent werd meeverhuisd.  Uiteindelijk heeft men ook in Bajkonier een steriele ruimte gebouwd. Elk personeelslid dat in aanraking kwam met het materiaal moest een speciale opleiding volgen. Alle materialen moesten ontsmet worden.  Dit gebeurde met steriele 80% isopropylalcohol (2-propanol). De steriele ruimten moeten met nog een agressiever middel gereinigd worden namelijk een oplossing van waterstofperoxide.
De meeste onderdelen van Schiaparelli werden verhit tot 110°-125 °C gedurende enkele uren tot enkele dagen om biologische contaminatie tegen te gaan. Bijna 3000 microbiologische tests werden uitgevoerd van assemblage tot lancering.